# Perryodendron parviflorum
Perryodendron parviflorum är en vinruteväxtart som först beskrevs av Cyril Tenison White, och fick sitt nu gällande namn av Thomas Gordon Hartley. Perryodendron parviflorum ingår i släktet Perryodendron och familjen vinruteväxter. Inga underarter finns listade i Catalogue of Life.